# 영국 공주 베아트리스
영국 공주 베아트리스(Princess Beatrice of the United Kingdom, 1857년 4월 14일 ~ 1944년 10월 26일)는 영국의 왕족으로, 빅토리아 여왕의 오녀이자 바텐베르크의 공자빈이며 당시 스페인 국왕인 후안 카를로스 1세의 진외증조모 이자 현 스페인 국왕인 펠리페 6세의 진외고조모이다.

## 유년기

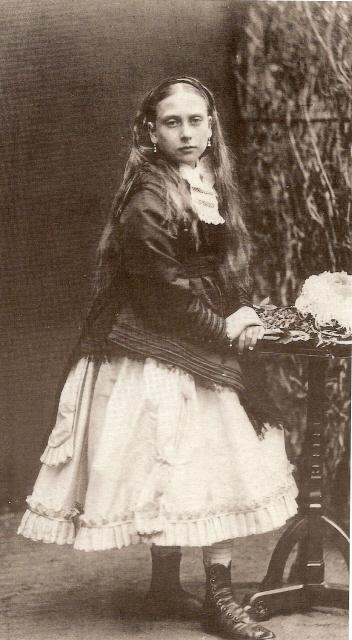
1868년

1857년 버킹엄 궁전에서 출생하였다. 베아트리스가 태어날 당시 어머니인 여왕의 나이는 38세로, 당시의 기준으로는 노산이어서 아이를 낳는 것이 의학적으로 위험할 것으로 여겨졌으나 산모와 아이 모두 무사했다고 한다. ‘메리’라는 이름은 조지 3세의 자녀 중 유일하게 그때까지 생존하고 있던 외고모할머니인 글로스터 공작 부인의 이름에서 따왔으며 ‘빅토리아’는 어머니으로부터, ‘페오도라’는 어머니의 이부 언니였던 호엔로에랑엔부르크 공비 페오도라에게서 따왔다고 한다. 같은 해 6월 16일 버킹엄 궁전에서 세례를 받았다. 대부모는 베아트리스의 외할머니 켄트 공작 부인, 맏언니 빅토리아 공주와 맏형부인 프로이센의 황태자 프리드리히였다.
태어났을 때부터 눈에 띄게 사랑스러운 아이로 여겨진 베아트리스는 곧 가족들 사이에서 유독 귀염 받는 존재가 되었다. 자녀들의 교육을 직접 담당하며 그들에게 깊은 애정을 가지고 있음을 숨기지 않았던 아버지 앨버트 공은 물론이고, 어린 아이들을 싫어하는 것으로 알려졌을 뿐 아니라 자신의 자녀들에게조차 그 점에 있어서는 예외가 아니었던 여왕 또한 베아트리스에 대해서는 맹목적인 애정을 베풀었다고 한다. 여왕의 그러한 편애는 부군인 앨버트 공이 베아트리스가 4세 때인 1861년 사망하면서부터 더욱 두드러져서 이후 여왕은 빅토리아 공주가 결혼하여 영국을 떠난 이래 실질적인 장녀 역할을 맡았던 앨리스 공주와 베아트리스 두 딸에게만 의지하게 되었다. 더욱이 앨리스 공주가 헤센에 시집간 뒤 디프테리아로 1878년 요절하면서 베아트리스에 대한 여왕의 의존도는 더욱 심해졌다. 왕가의 막내딸이었음에도 불구하고 여왕의 곁을 그림자처럼 지키며 그녀를 어디든지 따라다녔던 베아트리스는 왕족들 중에서도 가장 대중들에게 유명한 인물이 되었다.

## 결혼

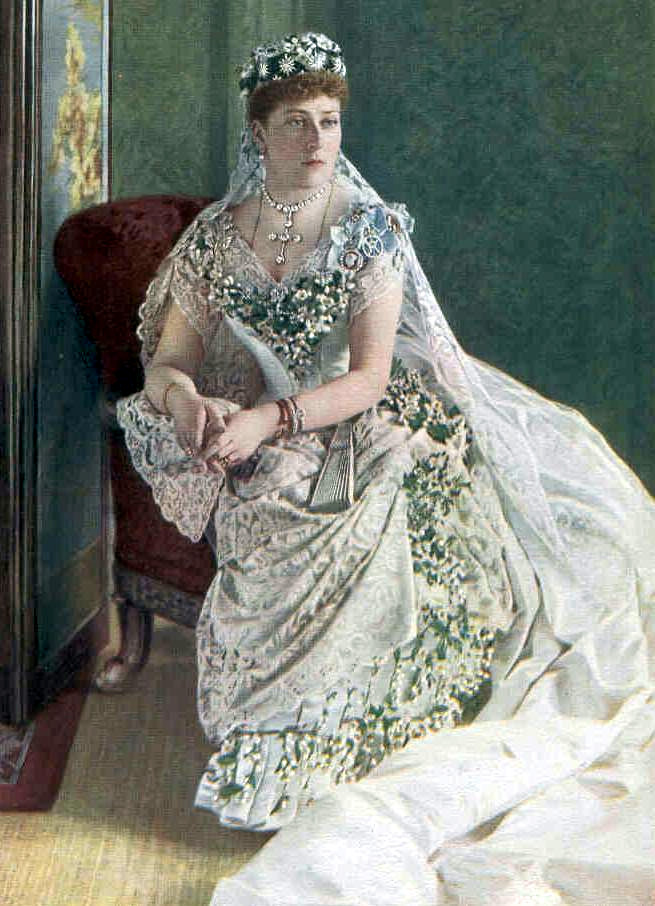
1885년 결혼 당시의 베아트리스

여왕은 다른 자녀들이나 손자 손녀들의 경우에는 발 벗고 그들의 혼사를 주관하는 것을 좋아했으나, 베아트리스의 경우에는 그녀가 다른 나라 왕자와 결혼하여 자신의 곁을 떠날까 봐 혼사를 적극적으로 추진하지 않았다고 한다. 여왕은 당대 공주들의 의무가 결혼에 있다는 것을 인정했지만 베아트리스에 대해서는 예외적으로 행동했다. 1870년대 베아트리스는 프랑스 황제인 나폴레옹 3세의 아들 루이 나폴레옹과 결혼할 것이라는 이야기들이 떠돌았지만, 루이 나폴레옹이 1879년 사망하면서 그와의 결혼에 대한 이야기는 없어진다. 이후 베아트리스의 결혼에 대해서는 그다지 진척이 없다가,1884년 조카인 헤센의 빅토리아의 결혼식에서 신부의 시동생인 바텐베르크의 하인리히와 만나 사랑에 빠졌다. 여왕은 처음에는 결혼을 반대했지만, 결국 부부가 여왕의 곁에 산다는 조건을 걸어 하인리히와의 결혼을 허락했다. 베아트리스는 그와 1885년 결혼했다. 하인리히가 1896년 보어 전쟁에 참전하기 위해 남아프리카로 가던 도중 사망하면서 베아트리스는 네 자녀와 함께 켄싱턴 궁전에 정착하였다.
부부는 3남 1녀를 두었고 딸인 빅토리아 유제니는 스페인 왕비가 되었다. 그러나 베아트리스가 어머니인 빅토리아 여왕으로부터 혈우병 인자를 물려받은 탓에 그녀의 차남인 레오폴드는 혈우병 환자였으며 혈우병 보인자였던 빅토리아 유제니는 4남 2녀를 두었으나 그중 두 아들이 혈우병 환자로 판명되었다.

## 자녀
| 사진 | 이름            | 생일             | 사망                   | 기타                             |
| ---- | --------------- | ---------------- | ---------------------- | -------------------------------- |
|      | 알렉산더        | 1886년 11월 3일  | 1960년 2월 20일(73세)  | 아이린 마운트배튼과 결혼, 1녀    |
|      | 빅토리아 유제니 | 1887년 10월 24일 | 1969년 4월 15일(81세)  | 스페인 알폰소 13세 왕비, 4남 2녀 |
|      | 레오폴드        | 1889년 5월 21일  | 1922년 4월 23일(32세)  | 미혼, 혈우병으로 요절.           |
|      | 모리스          | 1891년 10월 3일  | 1914년 10월 27일(23세) | 미혼, 1차 대전에서 전사          |

## 갤러리

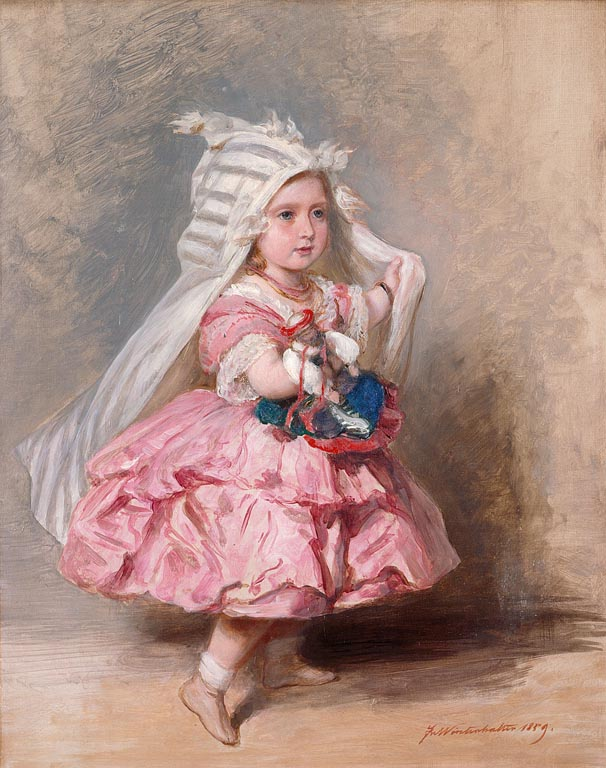
1859년의 베아트리스, 프란츠 빈터할터 그림
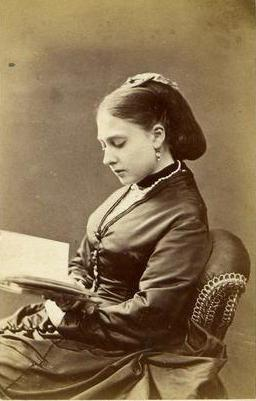
1870년대
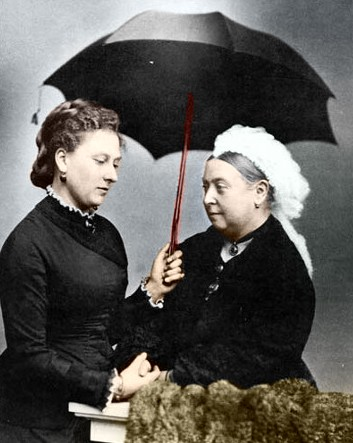
빅토리아 여왕과 베아트리스 공주